# Ноанс, Настасья
Настасья Ноанс (фр. Nastasia Noens; 12 сентября 1988, Ницца) — французская горнолыжница, специализирующаяся в слаломе. Призёр этапов Кубка мира, участница трёх Олимпийских игр (2010, 2014, 2018).

## Карьера
На международных горнолыжный стартах Настасья Ноанс начала выступать в декабре 2003 года. 11 ноября 2006 года дебютировала на этапе Кубке мира, который проходил в финском Леви. В своем первом старте француженка смогла пробиться в тридцатку лучших и финишировала на 26-м месте, набрав первые кубковые очки.
В 2008 году на чемпионате мира среди юниоров в Испании Ноанс завоевала бронзу в слаломе.
В олимпийском сезоне 2009/10 Настасья впервые в карьере попала в десятку лучших Кубка мира, став восьмой на этапе в австрийском Флахау. На Олимпиаде в Ванкувере француженка выступала только в слаломе и заняла там 29-е место.
В сезоне 2010/11 вновь во Флахау Ноанс стала третьей, впервые в карьере пробившись на подиум этапа Кубка мира. Второй подиум в карьере покорила за несколько недель до Игр в Сочи, став третьей в слаломе в Бормио. На Олимпиаде Настасья стала седьмой, хотя после первой попытки располагалась на пятой позиции.
На Олимпийских играх 2018 года заняла в слаломе только 20-е место (3,65 сек проигрыша чемпионке). Также в составе сборной Франции стала 4-й в командных соревнованиях.
За свою карьеру Ноанс принимала участие в 8 подряд чемпионатах мира (с 2009 по 2023 годы). Все восемь раз она попадала в 20-ку лучших в слаломе, лучшим результатом для француженки стало девятое место, которое она занимала в 2011 и 2015 годах.
Завершила карьеру после сезона 2022/23.